# Rio Ardeu
O Rio Ardeu é um rio da Romênia afluente do rio Geoagiu, localizado no distritos de Alba e Hunedoara.